# Waldo Gil Santóstegui
Waldo o Ubaldo Gil Santóstegui (Vigo, 9 de junio de 1879 - Vigo,, 28 de agosto de 1936) fue un médico y político de Galicia, España, víctima de la represión del bando franquista en la Guerra Civil.
Waldo ejerció su profesión médica en Vigo, destacando por haber sido, junto con el doctor Nicolás Paz Pardo, el primero en establecer un gabinete de rayos X en la localidad en 1913. Miembro del Partido Socialista Obrero Español (PSOE) y de la Unión General de Trabajadores (UGT), fue elegido diputado provincial en 1921, presentándose después como candidato socialista a diputado al Congreso en las elecciones generales de 1923 sin obtener escaño. En las elecciones municipales de 1931 fue elegido concejal del ayuntamiento de Vigo, donde llegó a ser teniente de alcalde. Con el golpe de Estado de julio de 1936 que dio lugar a la Guerra Civil, fue detenido al poco del inicio del conflicto, juzgado en un consejo de guerra sumarísimo y condenado a muerte, siendo ejecutado en el cementerio de Pereiró junto a los diputados Ignacio Seoane, Enrique Heraclio Botana Pérez y Antonio Bilbatúa Zubeldía, sus compañeros de corporación, el concejal Ramón González Brunet y el alcalde, Emilio Martínez Garrido, el alcalde de Lavadores, José Antela Conde, el maestro y pedagógo, Apolinar Torres y Manuel Rey Gómez.